# أحمد العبندي
أحمد محمد العبندي مواليد 11 ديسمبر 1990، هو لاعب كرة قدم سعودي.

## مسيرة اللاعب
لعب في نادي النور ونادي الابتسام.